# La Comté
Pour les articles homonymes, voir Comté.
Ne doit pas être confondu avec Comté (Terre du Milieu).
La Comté est une commune française située dans le département du Pas-de-Calais en région Hauts-de-France. Ses habitants sont appelés les Comtois.
La commune fait partie de la communauté d'agglomération de Béthune-Bruay, Artois-Lys Romane qui regroupe 100 communes et compte 275 327 habitants en 2021.

## Géographie

### Localisation
Localisée dans le sud-est du département du Pas-de-Calais, La Comté est une commune de la vallée de la Lawe et située, à vol d'oiseau, à 7 km au sud-ouest de la commune de Bruay-la-Buissière et à 15 km au sud-ouest de la commune de Béthune (chef-lieu d'arrondissement).
Le territoire de la commune est limitrophe de ceux de sept communes.
Les communes limitrophes sont  Bajus, Beugin, Diéval, Frévillers, Magnicourt-en-Comte, Ourton et Rebreuve-Ranchicourt.

### Géologie et relief
La superficie de la commune est de 6,63 km2 ; son altitude varie de 70  à   193 m.

### Hydrographie

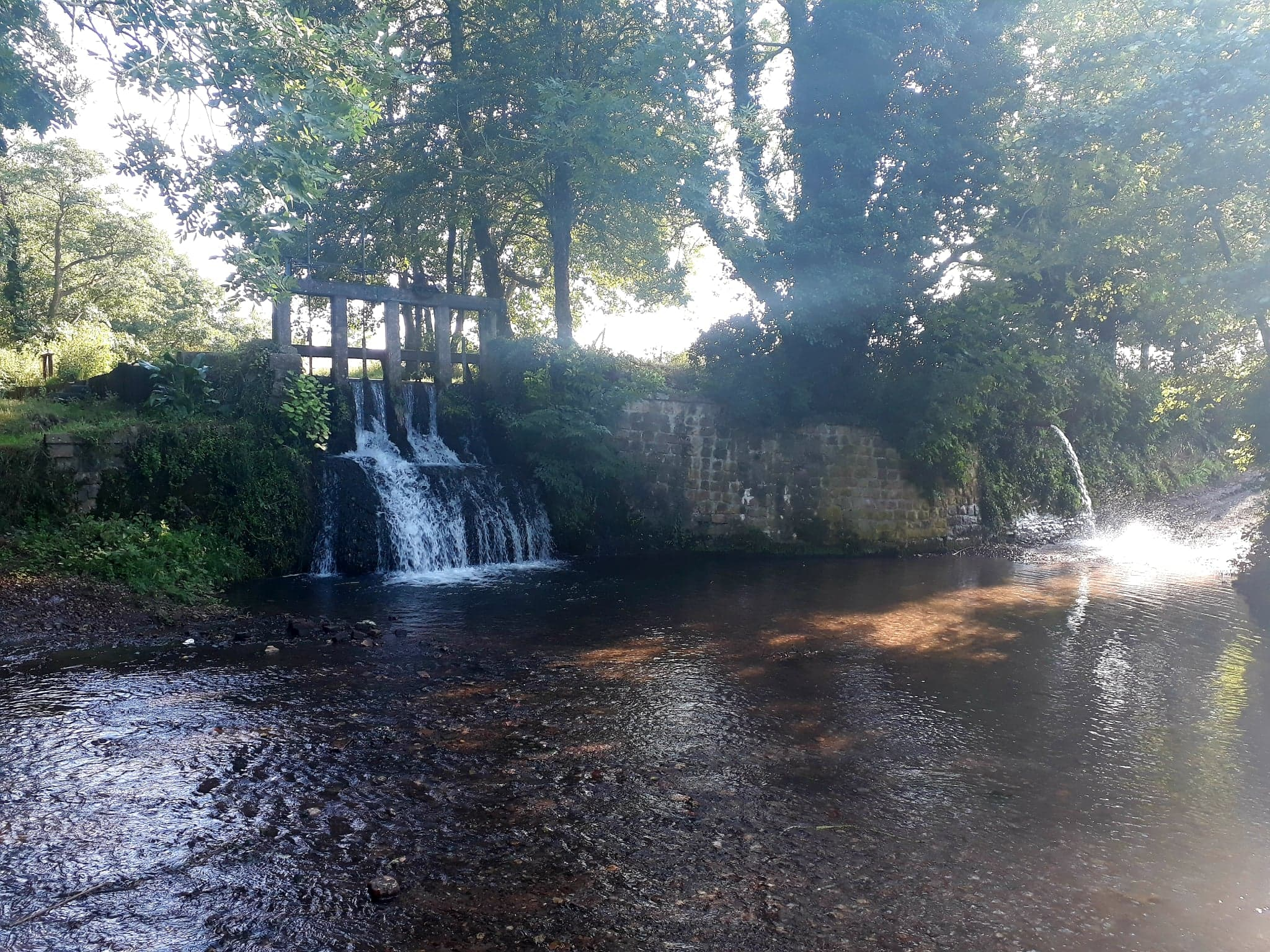
Cascade de La Comté.

Le territoire de la commune est situé dans le bassin Artois-Picardie.
La commune est traversée par trois cours d'eau :
- la Lawe, cours d'eau naturel de 40,97 km, qui prend sa source dans la commune de Magnicourt-en-Comte et se jette dans la Lys au niveau de la commune de La Gorgue[4] ;

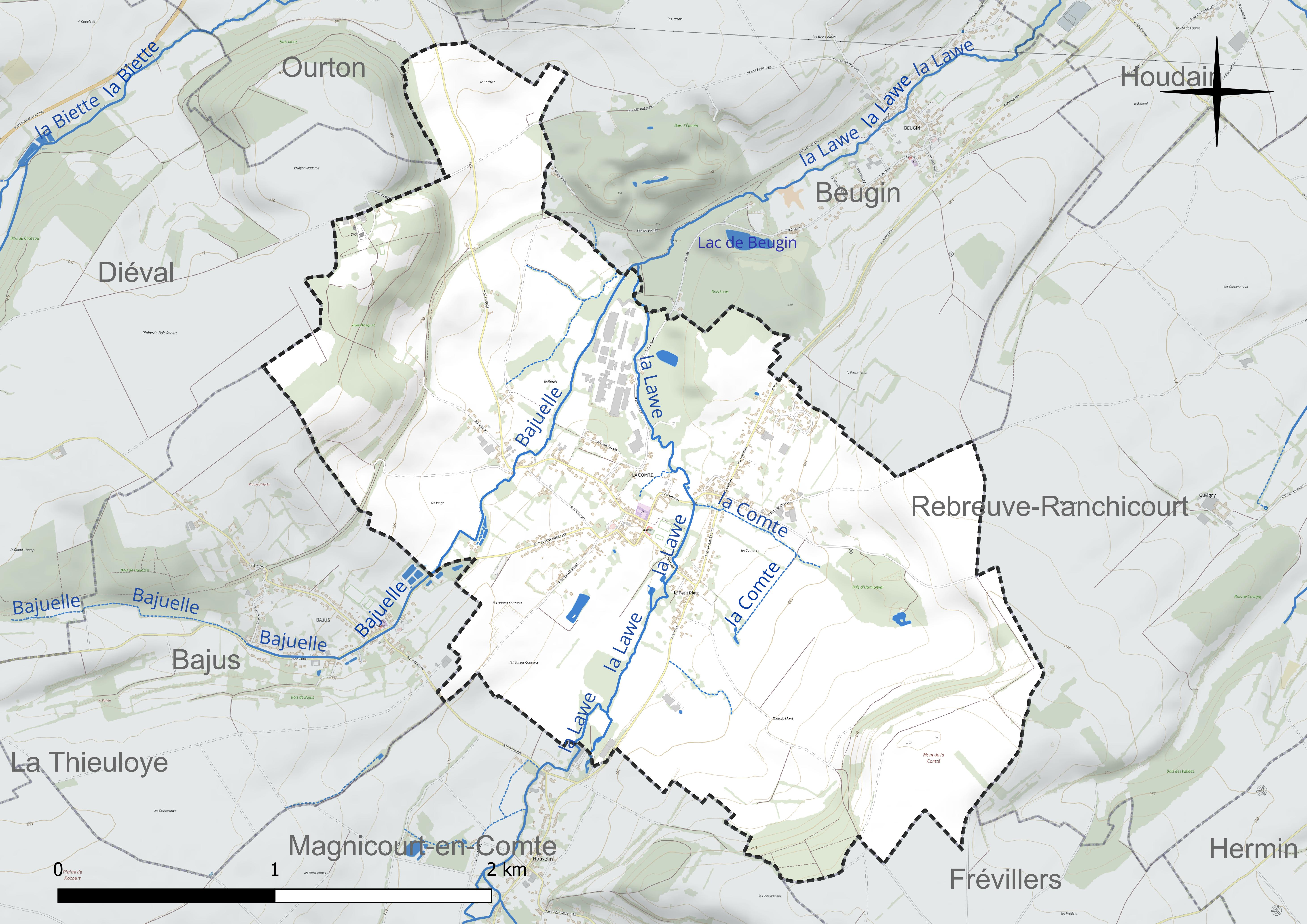
Réseau hydrographique de la Comté.

- le Bajuelle, cours d'eau naturel, d'une longueur de 4,28 km, qui prend sa source dans la commune de Diéval et se jette dans la Lawe au niveau de la commune de Beugin[5] ;
- le Comté, petit cours d'eau naturel, d'une longueur de 0,99 km, qui prend sa source dans la commune et se jette dans la Lawe au niveau de la commune[6].

### Climat
Pour des articles plus généraux, voir Climat des Hauts-de-France et Climat du Pas-de-Calais.
En 2010, le climat de la commune est de type climat océanique dégradé des plaines du Centre et du Nord, selon une étude du CNRS s'appuyant sur une série de données couvrant la période 1971-2000. En 2020, Météo-France publie une typologie des climats de la France métropolitaine dans laquelle la commune est exposée à un climat océanique et est dans la région climatique Côtes de la Manche orientale, caractérisée par un faible ensoleillement (1 550 h/an) ; forte humidité de l’air (plus de 20 h/jour avec humidité relative > 80 % en hiver), vents forts fréquents.
Pour la période 1971-2000, la température annuelle moyenne est de 9,9 °C, avec une amplitude thermique annuelle de 14,1 °C. Le cumul annuel moyen de précipitations est de 813 mm, avec 13,1 jours de précipitations en janvier et 8,6 jours en juillet. Pour la période 1991-2020, la température moyenne annuelle observée sur la station météorologique la plus proche, située sur la commune de Fiefs à 15 km à vol d'oiseau, est de 10,4 °C et le cumul annuel moyen de précipitations est de 1 070,6 mm,. Pour l'avenir, les paramètres climatiques de la commune estimés pour 2050 selon différents scénarios d'émission de gaz à effet de serre sont consultables sur un site dédié publié par Météo-France en novembre 2022.

### Milieux naturels et biodiversité

#### Zones naturelles d'intérêt écologique, faunistique et floristique
L’inventaire des zones naturelles d'intérêt écologique, faunistique et floristique (ZNIEFF) a pour objectif de réaliser une couverture des zones les plus intéressantes sur le plan écologique, essentiellement dans la perspective d’améliorer la connaissance du patrimoine naturel national et de fournir aux différents décideurs un outil d’aide à la prise en compte de l’environnement dans l’aménagement du territoire.
Le territoire communal comprend trois ZNIEFF de type 1 :
- les bois Louis et bois d’Epenin à Beugin. Ce site est particulier et original par son relief très accentué et sa géologie très original, unique en son genre (un des rares secteurs de l’Artois où affleurent des couches du Dévonien constituées de grès de Matringhem intercalés de schistes), qui contribuent à l’existence d’un grand nombre d’habitats susceptibles d’accueillir une grande diversité de végétations[13] ;
- les coteaux et bois d'Ourton. Situé dans la région de Béthune (Artois septentrional), ce site fait partie des derniers paysages naturels et semi-naturels de ce territoire très marqué par  l’agriculture intensive, l’urbanisation et l’exploitation minière[14] ;
- les pelouses et bois de la Comté et du mont d'Anzin. Cette ZNIEFF fait partie d’un ensemble de coteaux crayeux en grande partie boisés[15].

## Urbanisme

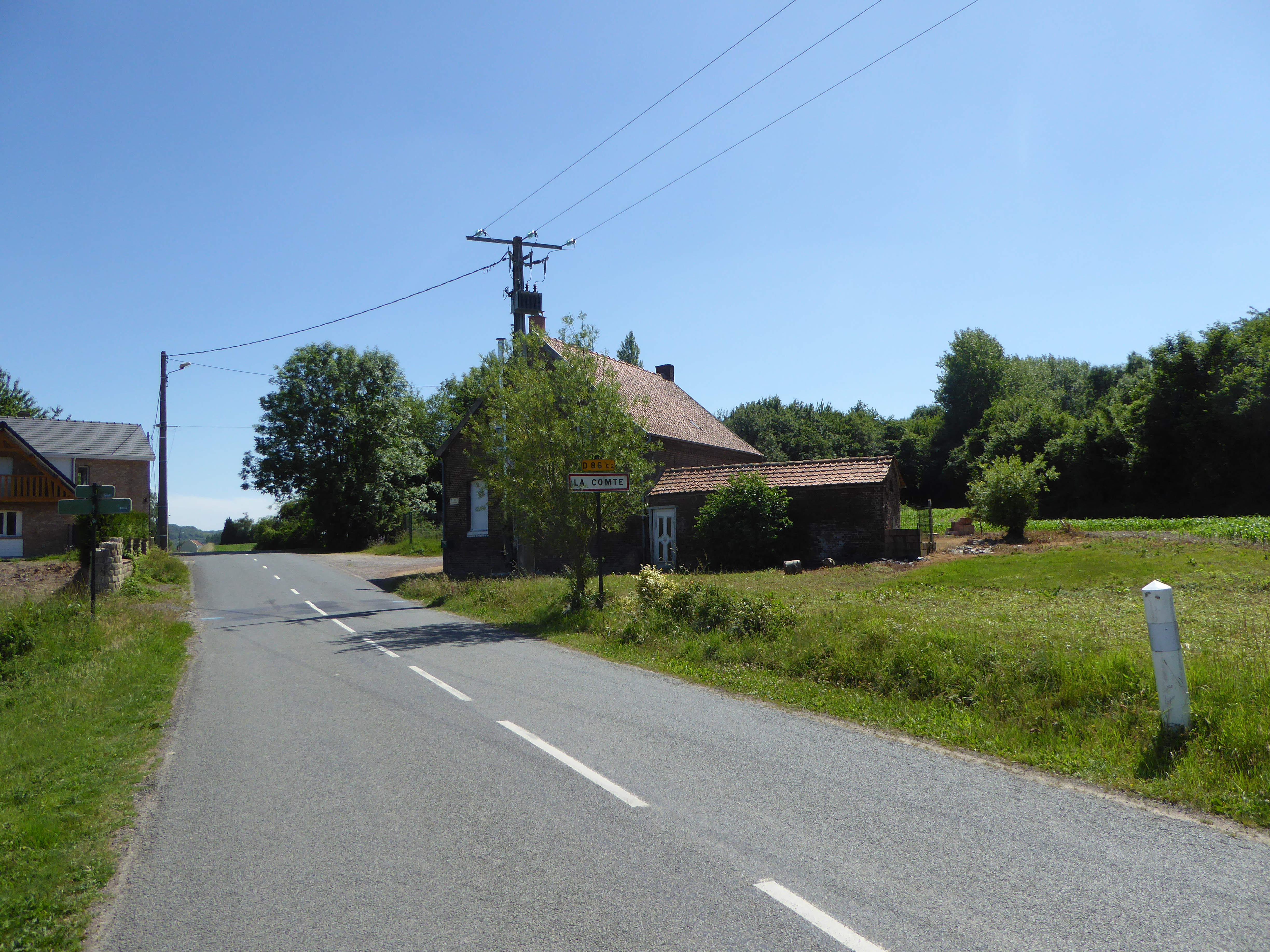
Abord du village sur la D86 E2.

### Typologie
Au 1er janvier 2024, La Comté est catégorisée bourg rural, selon la nouvelle grille communale de densité à sept niveaux définie par l'Insee en 2022.
Elle est située hors unité urbaine et hors attraction des villes,.

### Occupation des sols
L'occupation des sols de la commune, telle qu'elle ressort de la base de données européenne d’occupation biophysique des sols Corine Land Cover (CLC), est marquée par l'importance des territoires agricoles (78,7 % en 2018), une proportion identique à celle de 1990 (78,7 %). La répartition détaillée en 2018 est la suivante : 
terres arables (53,5 %), prairies (17,7 %), zones urbanisées (14,2 %), zones agricoles hétérogènes (7,5 %), forêts (7,1 %). L'évolution de l’occupation des sols de la commune et de ses infrastructures peut être observée sur les différentes représentations cartographiques du territoire : la carte de Cassini (XVIIIe siècle), la carte d'état-major (1820-1866) et les cartes ou photos aériennes de l'IGN pour la période actuelle (1950 à aujourd'hui).

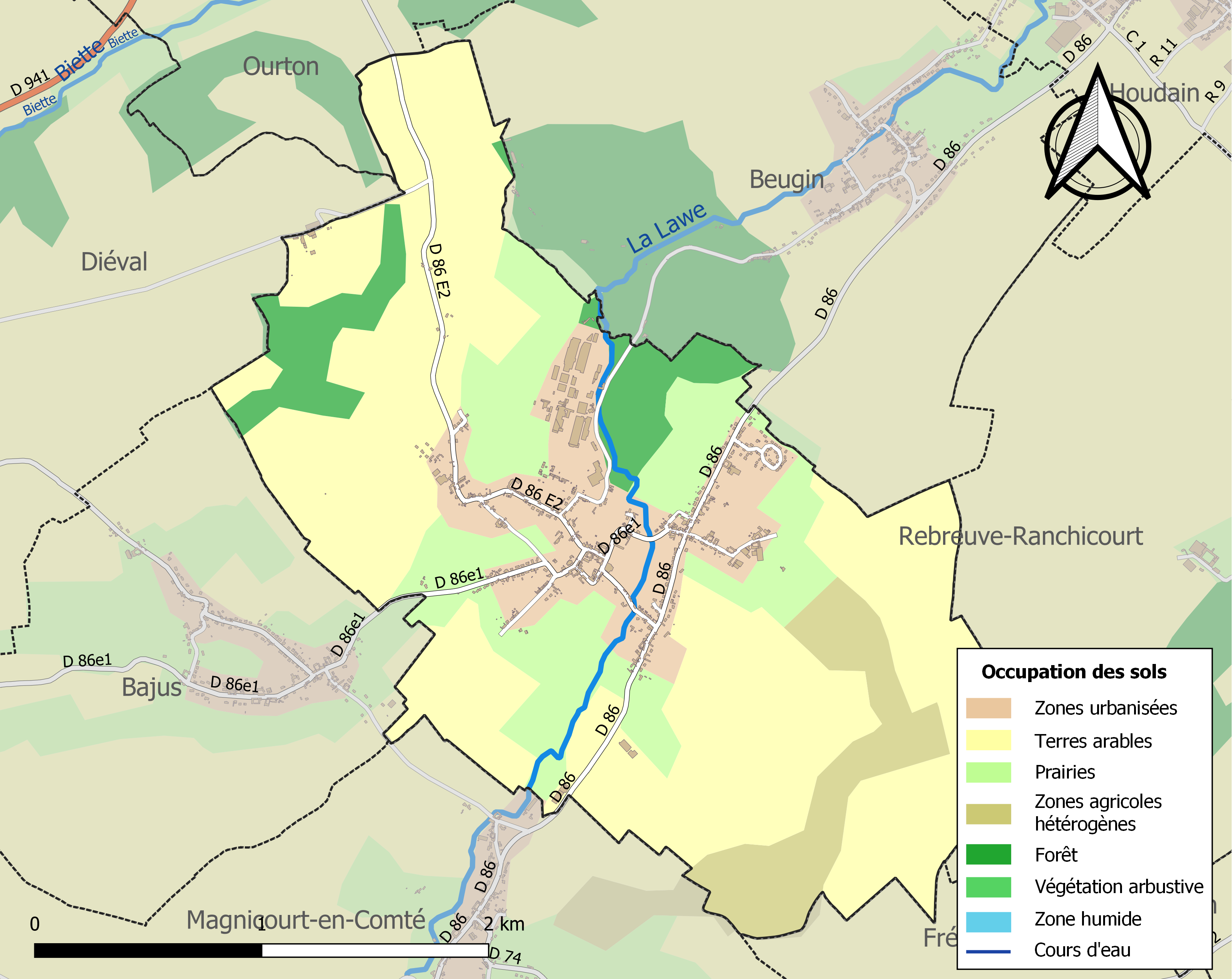
Carte des infrastructures et de l'occupation des sols de la commune en 2018 (CLC).

### Voies de communication et transports

#### Voies de communication
La commune est desservie par la route départementale D 86.

#### Transport ferroviaire
La commune se trouve à 9 km, au sud-est, de la gare de Pernes - Camblain, située sur la ligne de Fives à Abbeville qui relie la gare de Lille-Flandres à celle de Saint-Pol-sur-Ternoise, desservie par des trains TER Hauts-de-France.
La commune était située sur la ligne de Bully - Grenay à Brias, une ancienne ligne de chemin de fer qui reliait, de 1875 à 1990, Bully-les-Mines à Brias.

## Toponymie
| Formes successives du nom attestées pour la localité, - La Comté, depuis 1801 |

De l'oil la comté, pour désigner un village soumis directement au comte.
Durant la Révolution, la commune porte le nom de Rochelle-sur-Lawe.

## Histoire
La Comté était le siège d'une seigneurie dans la société d'ancien régime avant la Révolution française.
Louis de la Planque, écuyer, seigneur de La Comté et des Wattines est déclaré noble le 20 octobre 1582.
Pendant la Première Guerre mondiale, par exemple en juin 1915, des troupes ont cantonné à La Comté, située en arrière du front de l'Artois.

## Politique et administration

### Découpage territorial
Par arrêté préfectoral du 20 décembre 2016, la commune est détachée le 1er janvier 2017 de l'arrondissement d'Arras pour intégrer l'arrondissement de Béthune.

#### Commune et intercommunalités
La commune est membre de la communauté d'agglomération de Béthune-Bruay, Artois-Lys Romane.

#### Circonscriptions administratives
La commune est rattachée au canton de Bruay-la-Buissière.

#### Circonscriptions électorales
Pour l'élection des députés, la commune fait partie de la première circonscription du Pas-de-Calais.

### Élections municipales et communautaires

#### Liste des maires
| Période                                  | Période                      | Identité          | Étiquette | Qualité                                                                 |
| ---------------------------------------- | ---------------------------- | ----------------- | --------- | ----------------------------------------------------------------------- |
| Les données manquantes sont à compléter. |                              |                   |           |                                                                         |
| mars 2001                                | mars 2008                    | Michel Richebé    |           |                                                                         |
| mars 2008                                | juillet 2017 †               | Roland Guillemant | DVD       | Réélu pour le mandat 2014-2020, mort durant son mandat en juillet 2017, |
| 2017                                     | En cours (au 6 février 2022) | Joëlle Alleman    |           | Ancien cadre Réélue pour le mandat 2020-2026,                           |

## Équipements et services publics

### Justice, sécurité, secours et défense
La commune dépend du tribunal judiciaire d'Arras, du conseil de prud'hommes d'Arras, de la cour d'appel de Douai, du tribunal de commerce d'Arras, du tribunal administratif de Lille, de la cour administrative d'appel de Douai et du tribunal pour enfants d'Arras.

## Population et société

### Démographie
Les habitants sont appelés les Comtois'.

#### Évolution démographique
L'évolution du nombre d'habitants est connue à travers les recensements de la population effectués dans la commune depuis 1793. Pour les communes de moins de 10 000 habitants, une enquête de recensement portant sur toute la population est réalisée tous les cinq ans, les populations de référence des années intermédiaires étant quant à elles estimées par interpolation ou extrapolation. Pour la commune, le premier recensement exhaustif entrant dans le cadre du nouveau dispositif a été réalisé en 2005.

En 2022, la commune comptait 884 habitants, en évolution de −2,1 % par rapport à 2016 (Pas-de-Calais : −0,72 %, France hors Mayotte : +2,11 %).
| 1793 | 1800 | 1806 | 1821 | 1831 | 1836 | 1841 | 1846 | 1851 |
| ---- | ---- | ---- | ---- | ---- | ---- | ---- | ---- | ---- |
| 404  | 344  | 380  | 401  | 458  | 449  | 445  | 442  | 433  |

| 1856 | 1861 | 1866 | 1872 | 1876 | 1881 | 1886 | 1891 | 1896 |
| ---- | ---- | ---- | ---- | ---- | ---- | ---- | ---- | ---- |
| 408  | 401  | 416  | 385  | 381  | 383  | 359  | 361  | 407  |

| 1901 | 1906 | 1911 | 1921 | 1926 | 1931 | 1936 | 1946 | 1954 |
| ---- | ---- | ---- | ---- | ---- | ---- | ---- | ---- | ---- |
| 461  | 521  | 505  | 615  | 550  | 609  | 636  | 652  | 700  |

| 1962 | 1968 | 1975 | 1982 | 1990 | 1999 | 2005 | 2006 | 2010 |
| ---- | ---- | ---- | ---- | ---- | ---- | ---- | ---- | ---- |
| 736  | 735  | 734  | 685  | 755  | 783  | 817  | 825  | 827  |

| 2015 | 2020 | 2022 | - | - | - | - | - | - |
| ---- | ---- | ---- | - | - | - | - | - | - |
| 897  | 892  | 884  | - | - | - | - | - | - |

#### Pyramide des âges
En 2018, le taux de personnes d'un âge inférieur à 30 ans s'élève à 32,2 %, soit en dessous de la moyenne départementale (36,7 %). De même, le taux de personnes d'âge supérieur à 60 ans est de 23,8 % la même année, alors qu'il est de 24,9 % au niveau départemental.
En 2018, la commune comptait 448 hommes pour 467 femmes, soit un taux de 51,04 % de femmes, légèrement inférieur au taux départemental (51,5 %).
Les pyramides des âges de la commune et du département s'établissent comme suit.
| Hommes | Classe d’âge | Femmes |
| ------ | ------------ | ------ |
| 0,0    | 90 ou +      | 0,7    |
| 5,9    | 75-89 ans    | 7,0    |
| 17,2   | 60-74 ans    | 16,9   |
| 22,7   | 45-59 ans    | 21,8   |
| 21,5   | 30-44 ans    | 22,0   |
| 15,8   | 15-29 ans    | 15,8   |
| 16,9   | 0-14 ans     | 15,8   |

| Hommes | Classe d’âge | Femmes |
| ------ | ------------ | ------ |
| 0,5    | 90 ou +      | 1,6    |
| 5,6    | 75-89 ans    | 8,9    |
| 16,7   | 60-74 ans    | 18,1   |
| 20,2   | 45-59 ans    | 19,2   |
| 18,9   | 30-44 ans    | 18,1   |
| 18,2   | 15-29 ans    | 16,2   |
| 19,9   | 0-14 ans     | 17,9   |

### Sports et loisirs

#### Sports
Depuis 2018, la commune héberge le village de départ du « Trail des Hobbits », organisé au mois de juin et qui traverse les communes de La Comté, Bajus, Beugin, Magnicourt-en-Comte et Frévillers. Cet évènement d'ampleur internationale, composé de sept trails, rassemble 4 000 participants venus de 55 départements français et d'une dizaine de pays.

#### Loisirs
Le village se situe dans la vallée de la Lawe et les collines, dont le mont Comté haut de 189 mètres, bordant le cours d'eau, permettent la pratique du parapente où des baptêmes sont possibles.
Une boucle de petite randonnée (balisage jaune) de neuf kilomètres, d'une durée de deux heures, est située, en partie sur la commune et sur la commune de Beugin. Le départ se situe dans la commune de La Comté, rue du Moulin, sur le parking de la salle des Six-Fontaines, au terrain de football. cette randonnée permet de decouvrir la Lawe, l’espace naturel sensible des bois Louis et d’Épenin, une centaine d’hectares qui ont poussé sur les anciennes carrières de grès, le lac de Beugin et le plan d’eau artificiel apparu entre 1880 et 1891 à l’emplacement d’une carrière de grès.

## Économie
Dans la commune, on fabrique le grès d'Artois, des carreaux de céramique et des briques.

## Culture locale et patrimoine

### Lieux et monuments

#### Monument historique
- La ferme de l'ancien château (grange, portail d'entrée, colombier, deux plaques gravées fixées au mur des étables) fait l’objet d’une inscription au titre des monuments historiques depuis le 5 avril 1948[42].

#### Autres lieux et monuments
- L'église Saint-Martin.
- Le monument aux morts[43].

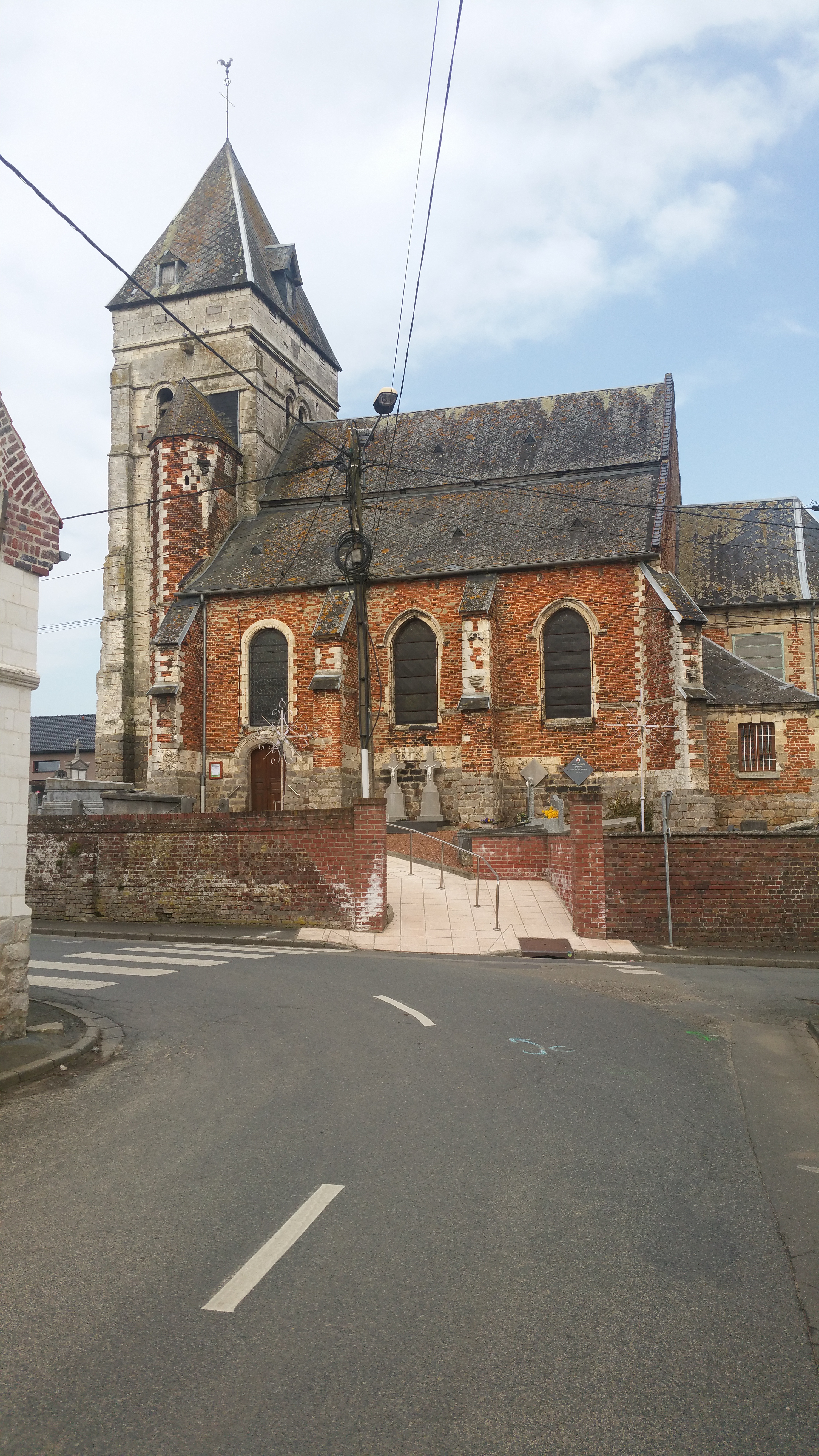
L'église.
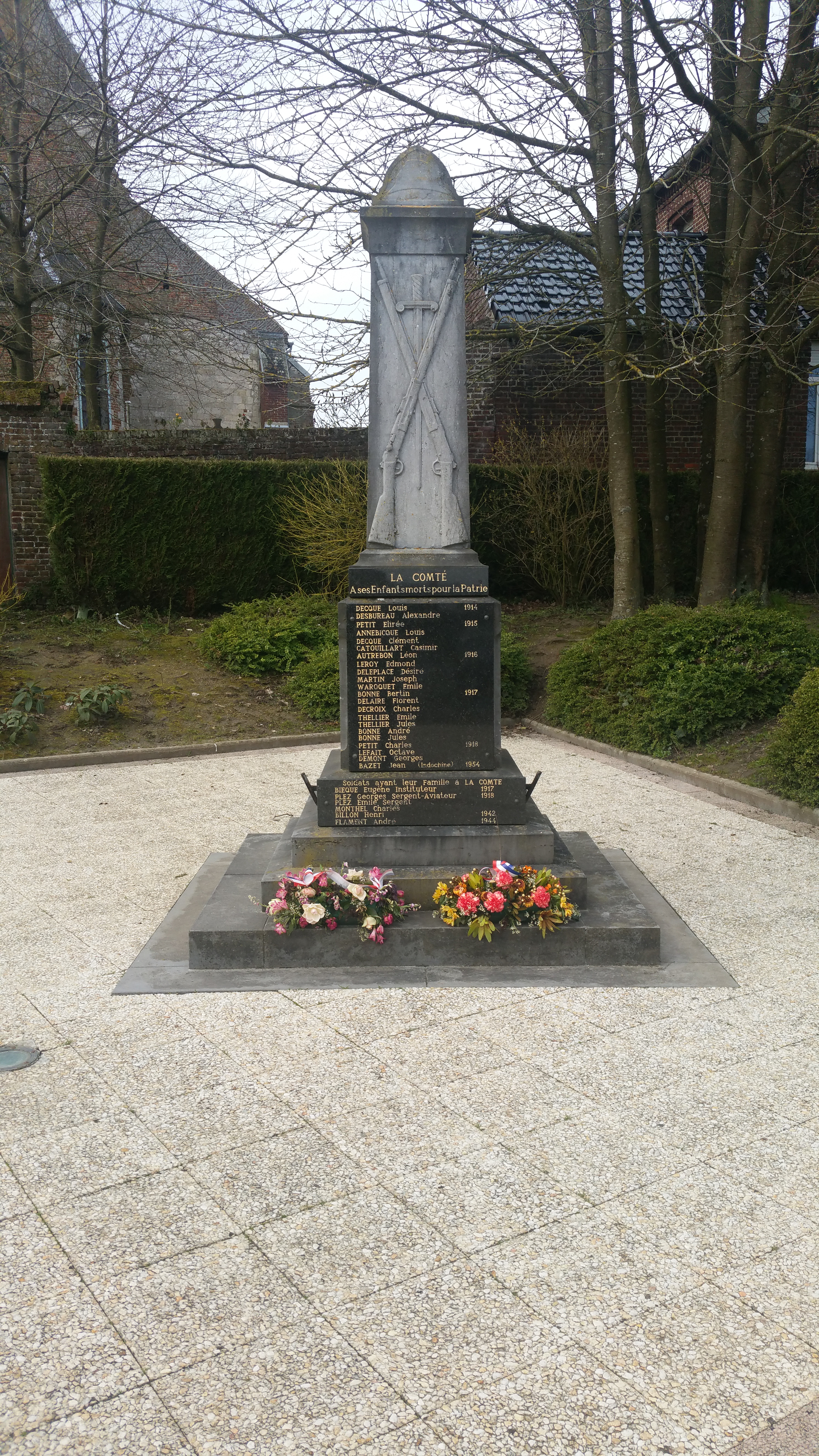
Le monument aux morts.

### Personnalités liées à la commune
- Henri Duez (1937-2025), coureur cycliste français, né à La Comté.

### Héraldique
| Blason de La Comté | Blason  | Taillé : au 1er d'argent au lion de sable, armé, lampassé et couronné de gueules accompagné de huit billettes de sable, rangées en barre, 1 et 3 en chef, 1 et 3 en pointe, au 2e d'azur à six fontaines d'argent (fleurs de lis d'or) rangées en barre 4 et 2. |
| Blason de La Comté | Détails | Adopté par la municipalité en 1990. |

.

## Pour approfondir

#### Bases de données, dictionnaires et encyclopédies
- Ressources relatives à la géographie :   - Insee (communes)
  - Ldh/EHESS/Cassini
- Ressource relative à plusieurs domaines :   - Annuaire du service public français